# Антіпов Олег Миколайович
Оле́г Микола́йович Ант́іпов (нар. 17 лютого 1951, Ленкорань, Азербайджанська РСР) — український політик. Народний депутат України 5-го скликання. Полковник запасу. Був головою Житомирської обласної організації партії ВО «Батьківщина» (2000–2007), входив до Політичної ради партії та її Президії.

## Біографія та кар'єра
Народився в сім'ї військовослужбовця.
Закінчив Сизранське вище військове училище льотчиків та Військово-повітряну академія ім. Ю. Гагаріна в Москві.
Пройшов шлях від командира ескадрильї до начальника авіації 8-ї танкової Армії, яка дислокувалась в місті Житомирі. Служив у Групі радянських військ у Німеччині. З 1984 року готував льотний склад до бойових дій в Афганістані. Обирався депутатом Бухарської обласної ради. За час служби в авіації опанував багатьма видами авіаційної техніки, налітав понад 3000 годин. Пілот першого класу. Полковник запасу. Активний прихильник реформування Збройних сил України. Після звільнення у запас працював на керівних посадах в різних галузях виробництва.

### Парламентська діяльність
Квітень 2002 — кандидат в народні депутати України від «Блоку Юлії Тимошенко», № 31 в списку. На час виборів: пенсіонер, голова Житомирської обласної організації ВО «Батьківщина».
Народний депутат України 5-го скликання з травня 2006 до листопада 2007 від «Блоку Юлії Тимошенко», № 32 в списку. На час виборів: радник Генерального директора ВАТ «Житомир-Авто», голова Житомирської обласної організації ВО «Батьківщина». Член фракції «Блок Юлії Тимошенко» (травень 2006 — квітень 2007). Виключений з фракції через перехід в коаліційну більшість. Секретар Комітету з питань національної безпеки і оборони (з липня 2006).

## Нагороди, державні ранги
Нагороджений орденом Червоної зірки та медалями.